# Stazione di Monserrato Dell'Argine
La stazione di Monserrato Dell'Argine (ufficialmente Dell'Argine) è una fermata tranviaria delle linee 1 e 2 della rete tranviaria di Cagliari (Metrocagliari).

## Storia
I cantieri per la realizzazione del prolungamento dalla stazione di Monserrato San Gottardo sono stati avviati nel 2010, con l'aggiunta delle fermate Dell'Argine e Policlinico, la quale quest'ultima sarebbe poi diventata il nuovo capolinea. Le due fermate vennero inaugurate il 14 febbraio 2015 .

## Strutture e impianti
Posizionata tra le stazioni di Policlinico e San Gottardo, la fermata si sviluppa completamente in viadotto ed è dotata di una banchina a isola con due binari a scartamento ridotto, sono presenti dei tabelloni informativi (anche elettronici) ed è accessibile mediante due scale o con l'ascensore, rendendola accessibile anche alle persone diversamente abili.

## Movimento
La stazione è servita principalmente dalla linea 1 della tranvia (in direzione Policlinico o Piazza Repubblica) e per alcune corse anche dalla linea 2 verso Settimo San Pietro.